# Franck Maréchal
Pour les articles homonymes, voir Maréchal.
Pas d'image ? Cliquez ici

a Compétitions nationales et continentales officielles uniquement.

Franck Maréchal, né le 12 juin 1982 à Saint-Julien-en-Genevois (Haute-Savoie), est un joueur français de rugby à XV qui évolue au poste de troisième ligne.

## Palmarès

### En club
- Champion de France de Pro D2 en 2012 avec le FC Grenoble

### En équipe nationale
- Équipe de France - de 21 ans : participation au championnat du monde 2003 en Angleterre